# Vem kysser dig nu?
Vem kysser dig nu? (originaltitel I Wonder Who's Kissing Her Now) är en dansk romantisk komedifilm från 1998 i regi av Henning Carlsen. Den bygger på romanen Silhuetter av Ib Lucas och i rollerna ses av bland andra Tommy Kenter, Marika Lagercrantz och Lotte Andersen.

## Rollista
- Tommy Kenter – Sam
- Marika Lagercrantz – Laura
- Lotte Andersen – Katja
- Morten Grunwald – producenten Peter
- Lars Knutzon – doktor Lund
- Henrik Larsen – Hans
- David Harewood – Moses
- Peter Bork – Niels
- Jette Sievertsen – Niels fru
- Thomas Bo Larsen – revolverman
- Mette Skytte – farmaceut
- Mette Marckmann – leopardbyxarna
- Peder Holm Johansen – bartenderen
- John Lambreth – Eigil
- Eva Maria Zacho – bordsdam
- Britta Lillesøe – bordsdam
- Marina Bouras – blondin
- Karina Skands – brunett
- Deni Jordan – stumfilmsskådespelare

## Om filmen
Filmen producerades av Carlsen, Ib Tardini och Peter Aalbæk Jensen för Dagmar Film Produktion och Zentropa Entertainments. Den fotades av Henning Kristiansen och spelades in efter ett manus av Carlsen och Tardini. Den premiärvisades den 4 september 1998 i Danmark.